# Gravedona ed Uniti

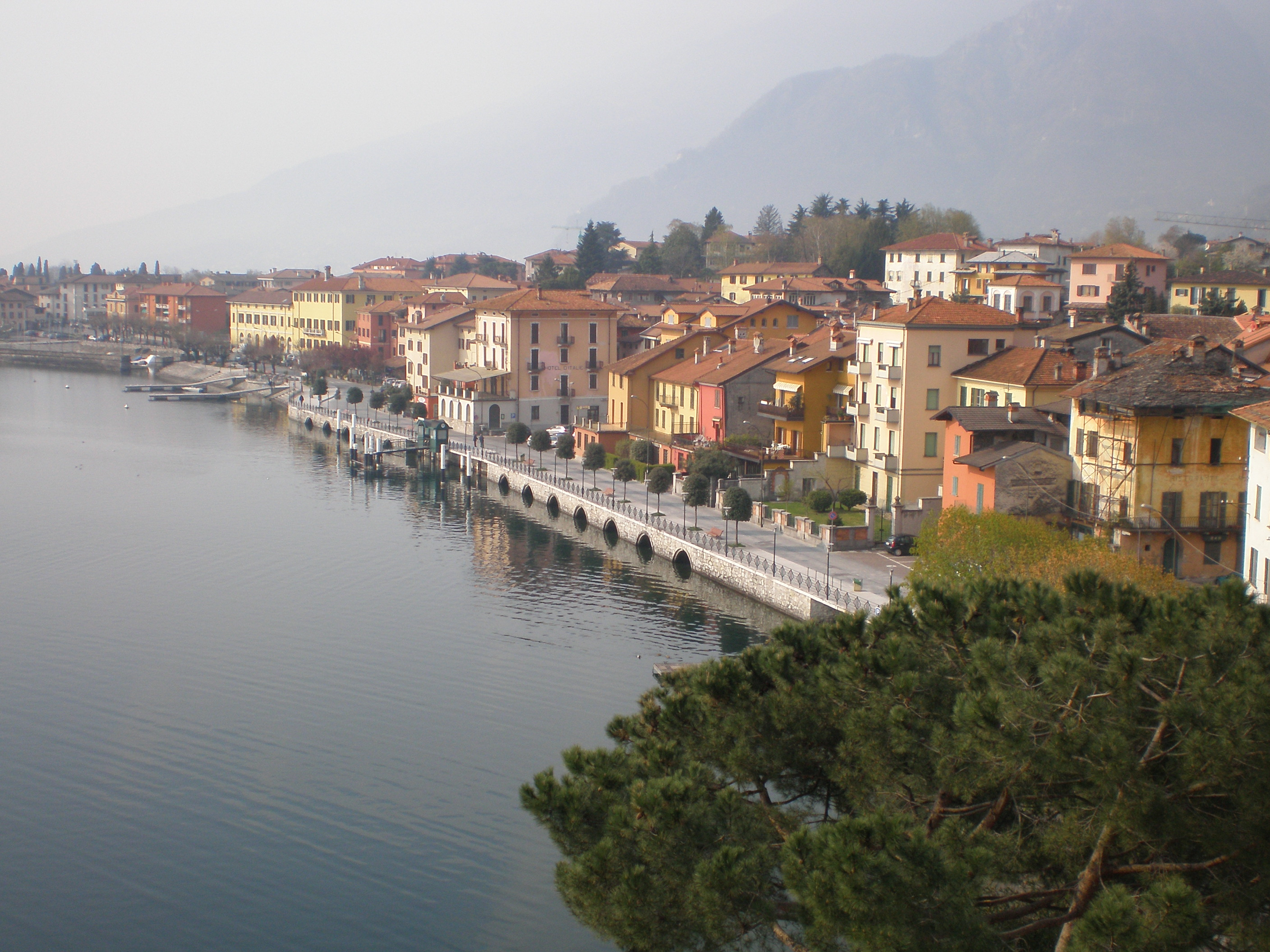
Blick auf Gravedona am See

Gravedona ed Uniti ist eine norditalienische Gemeinde (comune) mit 4074 Einwohnern (Stand 31. Dezember 2023) in der Provinz Como in der Lombardei.

## Geographie
Die Gemeinde liegt etwa 40 Kilometer nordnordöstlich von Como am Westufer des Comer Sees und grenzt unmittelbar an die Provinz Lecco sowie an die Schweizer Kantone Tessin und Graubünden. Nachbargemeinden sind Bellinzona, Colico, Domaso, Dongo, Dosso del Liro, Garzeno, Peglio, Roveredo, San Nazzaro Val Cavargna, San Vittore und Stazzona.

## Geschichte
Die Gemeinde wurde am 11. Februar 2011 aus den früher eigenständigen Gemeinden und heutigen Ortsteilen Gravedona, Consiglio di Rumo und Germasino gebildet.

## Verkehr
Durch die Gemeinde führt die Strada Statale 340 Regina von Como zur Schweizer Grenze bei Valsolda.

## Sehenswürdigkeiten
- Kirche Santa Maria del Tiglio (12. Jahrhundert)[2]
- Kirche San Vincenzo (11. Jahrhundert)[3]
- Kirche San Pietro in Costa (Mitte 15. Jahrhundert)[4]

## Persönlichkeiten
- Athos Valsecchi (1919–1985), italienischer Politiker, Minister der Italienischen Republik